# Terikiai
Terikiai ist ein Ort auf der Hauptinsel Nuribenua des Tabiteuea-Atolls in den zum Inselstaat Kiribati gehörenden Gilbertinseln im Pazifischen Ozean mit einer Landfläche von 0,43 km². Er gehört zum Distrikt North Tabiteuea. 2020 hatte der Ort 375 Einwohner.

## Geographie
Terikiai liegt in der Mitte von Nuribenua, zwischen Eita im Süden und Buota im Norden. Im Ort gibt es ein traditionelles Versammlungshaus (Terikiai Maneaba).

## Klima
Das Klima ist tropisch heiß, wird jedoch von ständig wehenden Winden gemäßigt. Ebenso wie die anderen Orte des Tabiteuea-Atolls wird Terikiai gelegentlich von Zyklonen heimgesucht.